# Carina (nome)
Carina  è un nome proprio di persona italiano femminile.

## Varianti
- Maschile: Carino[1][2]

### Varianti in altre lingue
- Basco: Kariñe[3]
  - Maschili: Karin[3]
- Catalano: Carina[3]
  - Maschili: Carì[3]
- Inglese: Carina[4]
- Latino: Carina[4]
  - Maschili: Carinus[1]
- Francese: Carina, Carine, Karine[4]
- Portoghese: Carina[4]
- Spagnolo: Carina[3][4]
  - Maschili: Carì[3]
- Tedesco: Carina[4]

## Origine e diffusione
È un nome già latino, documentato come cognomen in età imperiale, portato dall'imperatore Carino, figlio di Marco Aurelio Caro; etimologicamente deriva, anche tramite il nome Carus, dall'aggettivo carus ("caro", "amato", al femminile cara). 
Alternativamente, potrebbe anche essere un etnico indicante la provenienza dalla Caria, oppure dall'antico quartiere romano delle Carinae, senza contare che in alcuni casi può anche essere una forma sincopata di Caterina, come avviene tra l'altro nelle lingue scandinave, dove le occorrenze del nome rappresentano delle varianti di Karin.
La sua diffusione in Italia è dovuta anche al culto di una santa Carina e forse, per il maschile, del beato Carino Pietro da Balsamo; negli anni 1970 si contavano circa 1 600 occorrenze del nome, più 450 del maschile, concentrate per due terzi in Abruzzo (specie nella zona di Teramo) e per il resto sparse al Centro-Nord.

## Onomastico
L'onomastico viene festeggiato il 7 novembre in ricordo di santa Carina o Cassina, martire ad Ancira sotto Giuliano l'Apostata assieme al marito Melasippo e al figlio Antonio. La forma maschile venne portata dal beato Carino Pietro da Balsamo, famoso per essere stato l'uccisore del domenicano Pietro da Verona e poi divenuto a sua volta converso domenicano, la cui memoria cade il 28 aprile.

## Persone

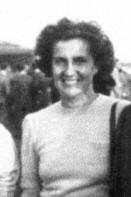
Carina Massone Negrone

- Carina Baltrip-Reyes, calciatrice panamense
- Carina Beduschi, modella brasiliana
- Carina Lau, attrice e cantante cinese naturalizzata canadese
- Carina Massone Negrone, aviatrice italiana
- Carina Raich, sciatrice alpina austriaca
- Carina Round, cantautrice britannica
- Carina Vogt, saltatrice con gli sci tedesca
- Carina Wiese, attrice tedesca
- Carina Vitulano, arbitra di calcio italiana
- Carina Zampini, attrice e conduttrice televisiva argentina

### Variante maschile Carino
- Carino, imperatore romano
- Carino Pietro da Balsamo, religioso italiano
- Carino Gambacorta, storico e politico italiano

## Il nome nelle arti
- Carina Miller è un personaggio della serie televisiva statunitense Chuck.
- Carina Barbossa è un personaggio di Pirati dei Caraibi.